# Vòng loại Giải vô địch bóng đá thế giới 1982 – Khu vực châu Âu
Dưới đây là danh sách các trận đấu và kết quả của vòng loại Giải vô địch bóng đá thế giới 1982 khu vực châu Âu (UEFA). Để có cái nhìn tổng quan hơn về toàn bộ vòng loại, vui lòng tham khảo bài viết Vòng loại Giải vô địch bóng đá thế giới 1982.
Tổng cộng có 32 đội tuyển thuộc UEFA đăng ký tham dự vòng loại. Ngoài ra, Israel – dù không phải là thành viên UEFA – cũng được xếp vào khu vực châu Âu để thi đấu vòng loại. Khu vực châu Âu được phân bổ 14 suất trong tổng số 24 suất tham dự vòng chung kết. Trong số này, Tây Ban Nha – với tư cách đội chủ nhà – được đặc cách vào thẳng vòng chung kết, để lại 13 suất còn lại cạnh tranh giữa 33 đội tuyển.
33 đội được chia thành 7 bảng đấu và thi đấu theo thể thức vòng tròn hai lượt (sân nhà và sân khách). Cụ thể như sau:
- Các Bảng từ 1 đến 6: mỗi bảng gồm 5 đội. Hai đội đứng đầu mỗi bảng (nhất và nhì) sẽ giành quyền tham dự vòng chung kết.
- Bảng 7: gồm 3 đội, chỉ đội đứng đầu bảng mới giành quyền đi tiếp.

## Bốc thăm
Lễ bốc thăm chia bảng vòng loại được tổ chức tại sòng bạc Zürichhorn ở Zürich, Thụy Sĩ, vào ngày 14 tháng 10 năm 1979. Trong quá trình bốc thăm, 33 đội tuyển được phân vào 7 bảng đấu dựa trên 5 nhóm hạt giống, vốn đã được công bố trước đó 10 ngày. Riêng bảng 7 chỉ gồm 3 đội (mỗi đội thuộc một nhóm hạt giống A, C và E), và chỉ có đội đứng đầu bảng này giành quyền tham dự vòng chung kết.
| Pot A                                                        | Pot B                                                | Pot C                                                              | Pot D                                                                         | Pot E                                                           |
| ------------------------------------------------------------ | ---------------------------------------------------- | ------------------------------------------------------------------ | ----------------------------------------------------------------------------- | --------------------------------------------------------------- |
| Anh · Scotland · Tiệp Khắc · Ba Lan · Ý · Hà Lan · Tây Đức · | Nam Tư · Pháp · Áo · Hungary · Liên Xô · Thụy Điển · | Đông Đức · Bỉ · Wales · Bồ Đào Nha · Thụy Sĩ · Hy Lạp · Bulgaria · | România · Bắc Ireland · Thổ Nhĩ Kỳ · Đan Mạch · Phần Lan · Cộng hòa Ireland · | Malta · Albania · Síp · Luxembourg · Iceland · Na Uy · Israel · |

### Tổng quan
| Bảng 1                          | Bảng 2                            | Bảng 3                         | Bảng 4                      | Bảng 5                           | Bảng 6                            | Bảng 7     |
| ------------------------------- | --------------------------------- | ------------------------------ | --------------------------- | -------------------------------- | --------------------------------- | ---------- |
| · Tây Đức                       | · Bỉ                              | · Liên Xô                      | · Hungary                   | · Nam Tư                         | · Scotland                        | · Ba Lan   |
| · Áo                            | · Pháp                            | · Tiệp Khắc                    | · Anh                       | · Ý                              | · Bắc Ireland                     | · Đông Đức |
| · Bulgaria · Albania · Phần Lan | · Cộng hòa Ireland · Hà Lan · Síp | · Wales · Iceland · Thổ Nhĩ Kỳ | · România · Thụy Sĩ · Na Uy | · Đan Mạch · Hy Lạp · Luxembourg | · Thụy Điển · Bồ Đào Nha · Israel | · Malta    |

## Vòng bảng

### Bảng 1
| Hạng | Đội tuyển | Điểm | ST | T | H | B | BT | BB | HS  |
| ---- | --------- | ---- | -- | - | - | - | -- | -- | --- |
| 1    | Tây Đức   | 16   | 8  | 8 | 0 | 0 | 33 | 3  | +30 |
| 2    | Áo        | 11   | 8  | 5 | 1 | 2 | 16 | 6  | +10 |
| 3    | Bulgaria  | 9    | 8  | 4 | 1 | 3 | 11 | 10 | +1  |
| 4    | Albania   | 2    | 8  | 1 | 0 | 7 | 4  | 22 | −18 |
| 5    | Phần Lan  | 2    | 8  | 1 | 0 | 7 | 4  | 27 | −23 |

Tây Đức và Áo vượt qua vòng loại.

### Bảng 2
| Hạng | Đội tuyển        | Điểm | ST | T | H | B | BT | BB | HS  |
| ---- | ---------------- | ---- | -- | - | - | - | -- | -- | --- |
| 1    | Bỉ               | 11   | 8  | 5 | 1 | 2 | 12 | 9  | +3  |
| 2    | Pháp             | 10   | 8  | 5 | 0 | 3 | 20 | 8  | +12 |
| 3    | Cộng hòa Ireland | 10   | 8  | 4 | 2 | 2 | 17 | 11 | +6  |
| 4    | Hà Lan           | 9    | 8  | 4 | 1 | 3 | 11 | 7  | +4  |
| 5    | Síp              | 0    | 8  | 0 | 0 | 8 | 4  | 29 | −25 |

Bỉ và Pháp vượt qua vòng loại.

### Bảng 3
| Hạng | Đội tuyển  | Điểm | ST | T | H | B | BT | BB | HS  |
| ---- | ---------- | ---- | -- | - | - | - | -- | -- | --- |
| 1    | Liên Xô    | 14   | 8  | 6 | 2 | 0 | 20 | 2  | +18 |
| 2    | Tiệp Khắc  | 10   | 8  | 4 | 2 | 2 | 15 | 6  | +9  |
| 3    | Wales      | 10   | 8  | 4 | 2 | 2 | 12 | 7  | +5  |
| 4    | Iceland    | 6    | 8  | 2 | 2 | 4 | 10 | 21 | −11 |
| 5    | Thổ Nhĩ Kỳ | 0    | 8  | 0 | 0 | 8 | 1  | 22 | −21 |

Liên Xô và Tiệp Khắc vượt qua vòng loại.

### Bảng 4
| Hạng | Đội tuyển | Điểm | ST | T | H | B | BT | BB | HS |
| ---- | --------- | ---- | -- | - | - | - | -- | -- | -- |
| 1    | Hungary   | 10   | 8  | 4 | 2 | 2 | 13 | 8  | +5 |
| 2    | Anh       | 9    | 8  | 4 | 1 | 3 | 13 | 8  | +5 |
| 3    | România   | 8    | 8  | 2 | 4 | 2 | 5  | 5  | 0  |
| 4    | Thụy Sĩ   | 7    | 8  | 2 | 3 | 3 | 9  | 12 | −3 |
| 5    | Na Uy     | 6    | 8  | 2 | 2 | 4 | 8  | 15 | −7 |

Hungary và Anh vượt qua vòng loại.

### Bảng 5
| Hạng | Đội tuyển  | Điểm | ST | T | H | B | BT | BB | HS  |
| ---- | ---------- | ---- | -- | - | - | - | -- | -- | --- |
| 1    | Nam Tư     | 13   | 8  | 6 | 1 | 1 | 22 | 7  | +15 |
| 2    | Ý          | 12   | 8  | 5 | 2 | 1 | 12 | 5  | +7  |
| 3    | Đan Mạch   | 8    | 8  | 4 | 0 | 4 | 14 | 11 | +3  |
| 4    | Hy Lạp     | 7    | 8  | 3 | 1 | 4 | 10 | 13 | −3  |
| 5    | Luxembourg | 0    | 8  | 0 | 0 | 8 | 1  | 23 | −22 |

Nam Tư và Ý vượt qua vòng loại.

### Bảng 6
| Hạng | Đội tuyển   | Điểm | ST | T | H | B | BT | BB | HS |
| ---- | ----------- | ---- | -- | - | - | - | -- | -- | -- |
| 1    | Scotland    | 11   | 8  | 4 | 3 | 1 | 9  | 4  | +5 |
| 2    | Bắc Ireland | 9    | 8  | 3 | 3 | 2 | 6  | 3  | +3 |
| 3    | Thụy Điển   | 8    | 8  | 3 | 2 | 3 | 7  | 8  | −1 |
| 4    | Bồ Đào Nha  | 7    | 8  | 3 | 1 | 4 | 8  | 11 | −3 |
| 5    | Israel      | 5    | 8  | 1 | 3 | 4 | 6  | 10 | −4 |

Scotland và Bắc Ireland vượt qua vòng loại.

### Bảng 7
| Hạng | Đội tuyển | Điểm | ST | T | H | B | BT | BB | HS  |
| ---- | --------- | ---- | -- | - | - | - | -- | -- | --- |
| 1    | Ba Lan    | 8    | 4  | 4 | 0 | 0 | 12 | 2  | +10 |
| 2    | Đông Đức  | 4    | 4  | 2 | 0 | 2 | 9  | 6  | +3  |
| 3    | Malta     | 0    | 4  | 0 | 0 | 4 | 2  | 15 | −13 |

Ba Lan vượt qua vòng loại.

## Cầu thủ ghi bàn
9 bàn thắng
- Karl-Heinz Rummenigge

7 bàn thắng
- Klaus Fischer
- Zlatko Vujović

6 bàn thắng
- Frank Arnesen

5 bàn thắng
- Erwin Vandenbergh
- Michel Platini
- Dinos Kouis
- Włodzimierz Smolarek
- Oleg Blokhin
- Manfred Kaltz

4 bàn thắng
- Kurt Welzl
- Jan Ceulemans
- Georgi Slavkov
- Preben Elkjær
- László Kiss
- Ramaz Shengelia

3 bàn thắng
- Hans Krankl
- Walter Schachner
- Ján Kozák
- Zdeněk Nehoda
- Joachim Streich
- Paul Mariner
- Terry McDermott
- Bernard Lacombe
- Didier Six
- László Fazekas
- Gerry Daly
- Michael Robinson
- Frank Stapleton
- Benny Tabak
- Francesco Graziani
- Rui Jordão
- John Robertson
- Sergey Andreyev
- Claudio Sulser
- Ian Walsh
- Paul Breitner
- Pierre Littbarski
- Vahid Halilhodžić

2 bàn thắng
- Kurt Jara
- Herbert Prohaska
- Kostadin Kostadinov
- Petr Janečka
- Ladislav Vízek
- Rüdiger Schnuphase
- Trevor Brooking
- Tony Woodcock
- Jean-François Larios
- Gerard Soler
- Jacques Zimako
- Georgios Kostikos
- Thomas Mavros
- László Bálint
- Tibor Nyilasi
- Ásgeir Sigurvinsson
- Tony Grealish
- Mark Lawrenson
- Paul McGee
- Gidi Damti
- Roberto Bettega
- Fulvio Collovati
- Bruno Conti
- Arnold Mühren
- Kees Van Kooten
- Gerry Armstrong
- Åge Hareide
- Tom Lund
- Hallvar Thoresen
- Humberto Coelho
- Manuel Fernandes
- Anghel Iordănescu
- Yuri Gavrilov
- Khoren Oganesian
- Umberto Barberis
- Brian Flynn
- David Giles
- Leighton James
- Bernd Schuster
- Dragan Pantelić
- Vladimir Petrović
- Ivica Šurjak

1 bàn thắng
- Millan Baçi
- Sefedin Braho
- Ilir Përnaska
- Muhedin Targaj
- Gernot Jurtin
- Bruno Pezzey
- Albert Cluytens
- Alexandre Czerniatynski
- Gerard Plessers
- Plamen Markov
- Stoycho Mladenov
- Chavdar Tsvetkov
- Tsvetan Yonchev
- Andrey Zhelyazkov
- Sotiris Kaiafas
- Stefanos Lysandrou
- Nikos Pantziaras
- Fivos Vrachimis
- Verner Lička
- Antonín Panenka
- Rostislav Vojáček
- Lars Bastrup
- Søren Lerby
- Per Røntved
- Allan Simonsen
- Reinhard Häfner
- Jürgen Heun
- Andreas Krause
- Kevin Keegan
- Bryan Robson
- Leo Houtsonen
- Keijo Kousa
- Hannu Turunen
- Ari Valvee
- Bruno Bellone
- Bernard Genghini
- Dominique Rocheteau
- Nikos Anastopoulos
- Imre Garaba
- Sándor Müller
- Magnús Bergs
- Atli Eðvaldsson
- Janus Guðlaugsson
- Albert Guðmundsson
- Lárus Guðmundsson
- Pétur Ormslev
- Árni Sveinsson
- Teitur Þórðarson
- Chris Hughton
- Moshe Sinai
- Giancarlo Antognoni
- Antonio Cabrini
- Gaetano Scirea
- Alain Nurenberg
- Emanuel Fabri
- Ernest Spiteri-Gonzi
- Ruud Geels
- Hugo Hovenkamp
- John Metgod
- Dick Nanninga
- Cees Schapendonk
- Simon Tahamata
- Frans Thijssen
- Noel Brotherston
- Billy Hamilton
- Sammy McIlroy
- Jimmy Nicholl
- Vidar Davidsen
- Svein Mathisen
- Zbigniew Boniek
- Andrzej Buncol
- Dariusz Dziekanowski
- Andrzej Iwan
- Leszek Lipka
- Stefan Majewski
- Andrzej Szarmach
- Minervino Pietra
- Ilie Balaci
- Marcel Răducanu
- Aurel Ţicleanu
- Kenny Dalglish
- Joe Jordan
- David Provan
- Gordon Strachan
- Paul Sturrock
- John Wark
- Volodymyr Bezsonov
- Aleksandr Chivadze
- Vitaly Daraselia
- Anatoliy Demianenko
- Hasse Borg
- Bo Börjesson
- Thomas Larsson
- Tony Persson
- Sten-Ove Ramberg
- Jan Svensson
- Robert Lüthi
- Hans-Jörg Pfister
- Alfred Scheiwilder
- Gian Pietro Zappa
- Fatih Terim
- Alan Curtis
- Carl Harris
- Robbie James
- Hans-Peter Briegel
- Wolfgang Dremmler
- Felix Magath
- Ivan Buljan
- Jurica Jerković
- Predrag Pašić
- Edhem Šljivo
- Safet Sušić
- Zoran Vujović

1 bàn phản lưới nhà
- Bernd Krauss (trong trận gặp Tây Đức)
- Philippe Mahut (trong trận gặp Ireland)
- Þorsteinn Bjarnason (trong trận gặp Tiệp Khắc)
- John Holland (trong trận gặp Đông Đức)
- Gabriel Mendes (trong trận gặp Thụy Điển)
- Markus Tanner (playing against [[trong trận gặp Anh)
- Dai Davies (trong trận gặp Tiệp Khắc)